# Gymnopilus austrosapineus
Gymnopilus austrosapineus là một loài nấm thuộc họ Cortinariaceae.